# Vallée d'Aspe
De Vallée d'Aspe of de vallei van Aspe is een vallei in de Pyrénées-Atlantiques in Aquitanië, Frankrijk.
Door de vallei loopt de Gave d'Aspe, een van de vele bronrivieren van de Gave.
In Escot gaat de D294 over de Col Marie Blanque naar Vallée d' Ossau en komt uit in Bielle op de D934
De vallei omvat dertien gemeenten: Escot, Sarrance, Bedous, Osse-en-Aspe, Aydius, Accous, Lées-Athas, Lescun, Cette-Eygun, Etsaut, Borce, Urdos en Lourdios-Ichère.
Het is/was een historische passage voor de pelgrims naar Santiago de Compostella in Spanje.
De route gaat via Vallée d' Aspe vanaf Oloron-Sainte-Marie in zuidwaartse richting via Gurmencon, Lurbe-Saint-Christau, Escot, Sarrance, Borce, Bedous, Urdos naar Col du Somport alwaar op de top aan de Spaanse kant de Camino Aragonnes begint.